# Cỏ thạch sùng
Cỏ thạch sùng hay khuyển thiệt Tích Lan (danh pháp hai phần: Cynoglossum zeylanicum) là loài thực vật có hoa trong họ Mồ hôi. Loài này được (Lehm.) Brand mô tả khoa học đầu tiên năm 1921.